# Orthurus
Orthurus é um género botânico pertencente à família Rosaceae.
1. ↑  «Orthurus — World Flora Online». www.worldfloraonline.org. Consultado em 19 de agosto de 2020